# 先天性食道閉鎖症
先天性食道閉鎖症（せんてんせいしょくどうへいさしょう）は食道が途切れている病気。
C型食道閉鎖症が最も多く、A型食道閉鎖症が次に多くみられる。